# Arctornitinis
Els arctornitinis (Arctornithini) són una tribu de lepidòpters ditrisis de la família dels erèbids (Erebidae), subfamília Lymantriinae.

## Descripció
Els membres d'aquesta tribu s'identifiquen mitjançant l'examen de la genitàlia de les femelles adultes.

## Gèneres
La tribu inclou els següents gèneres. Aquesta llista pot ser incompleta.
- Arctornis
- Carriola

## Galeria

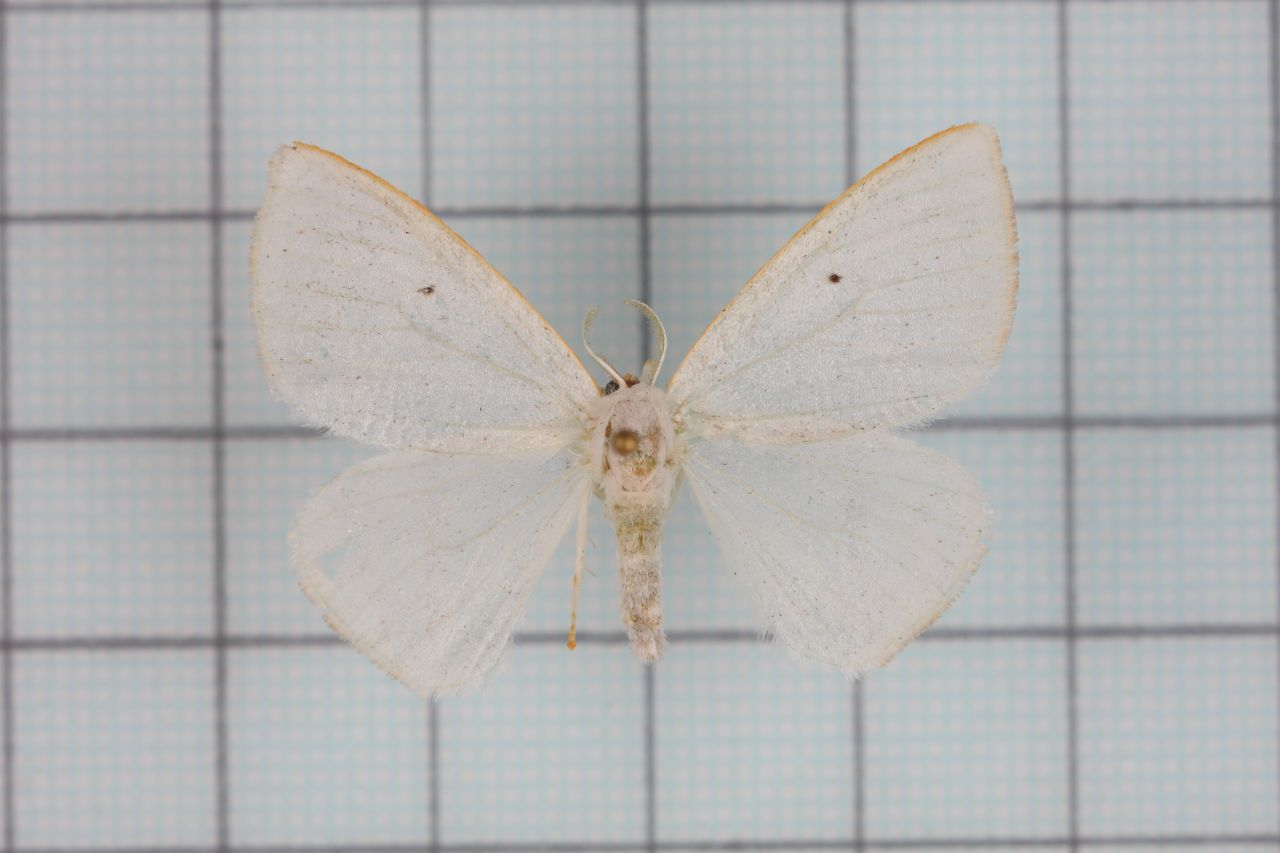
Arctornis cygna
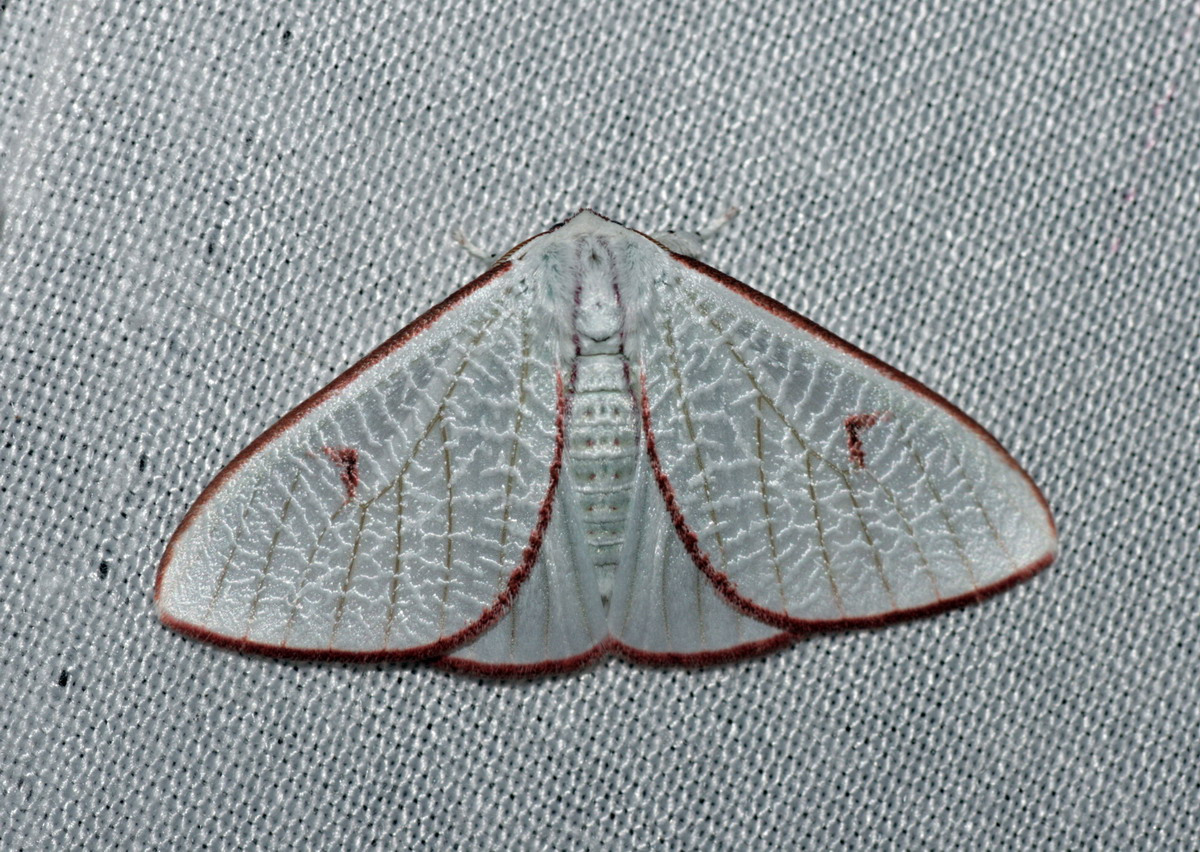
Arctornis egerina
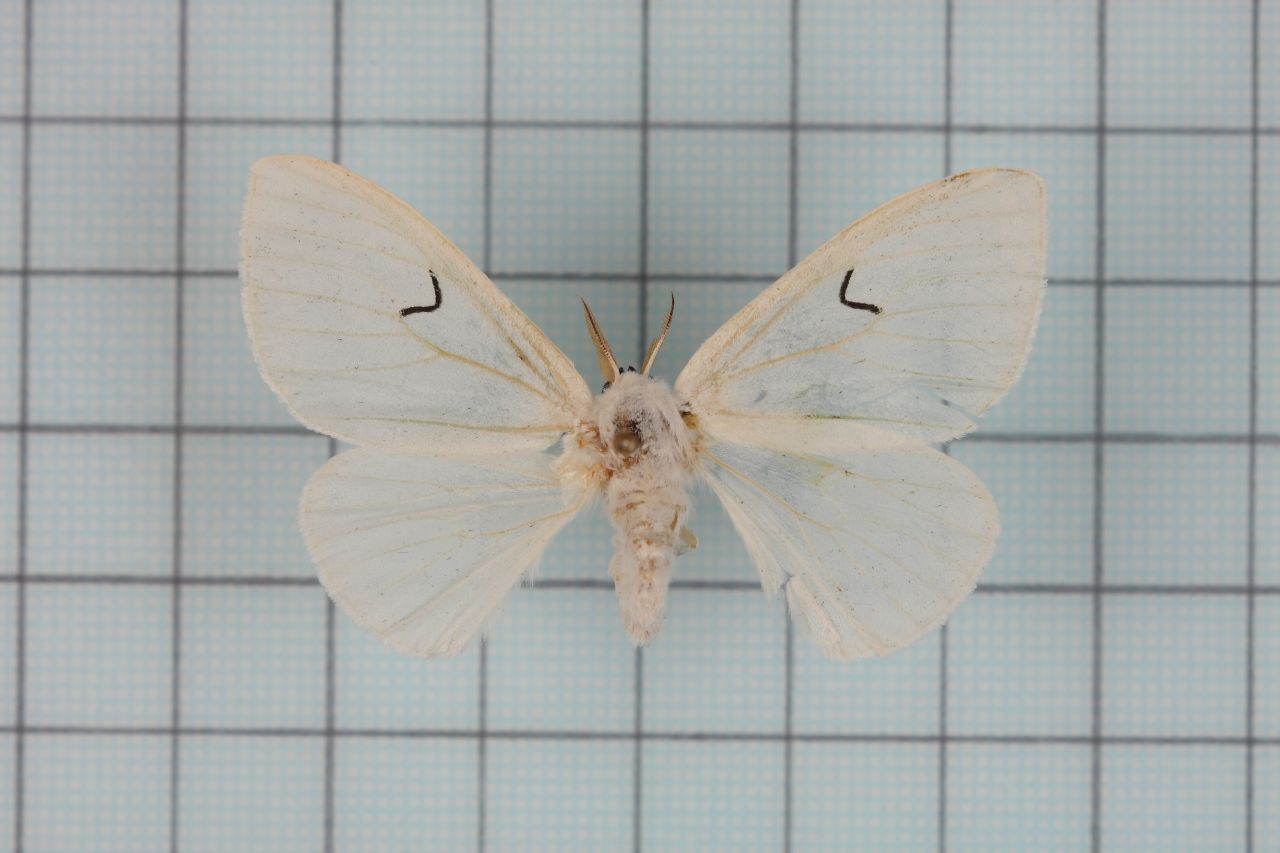
Arctornis l-nigrum
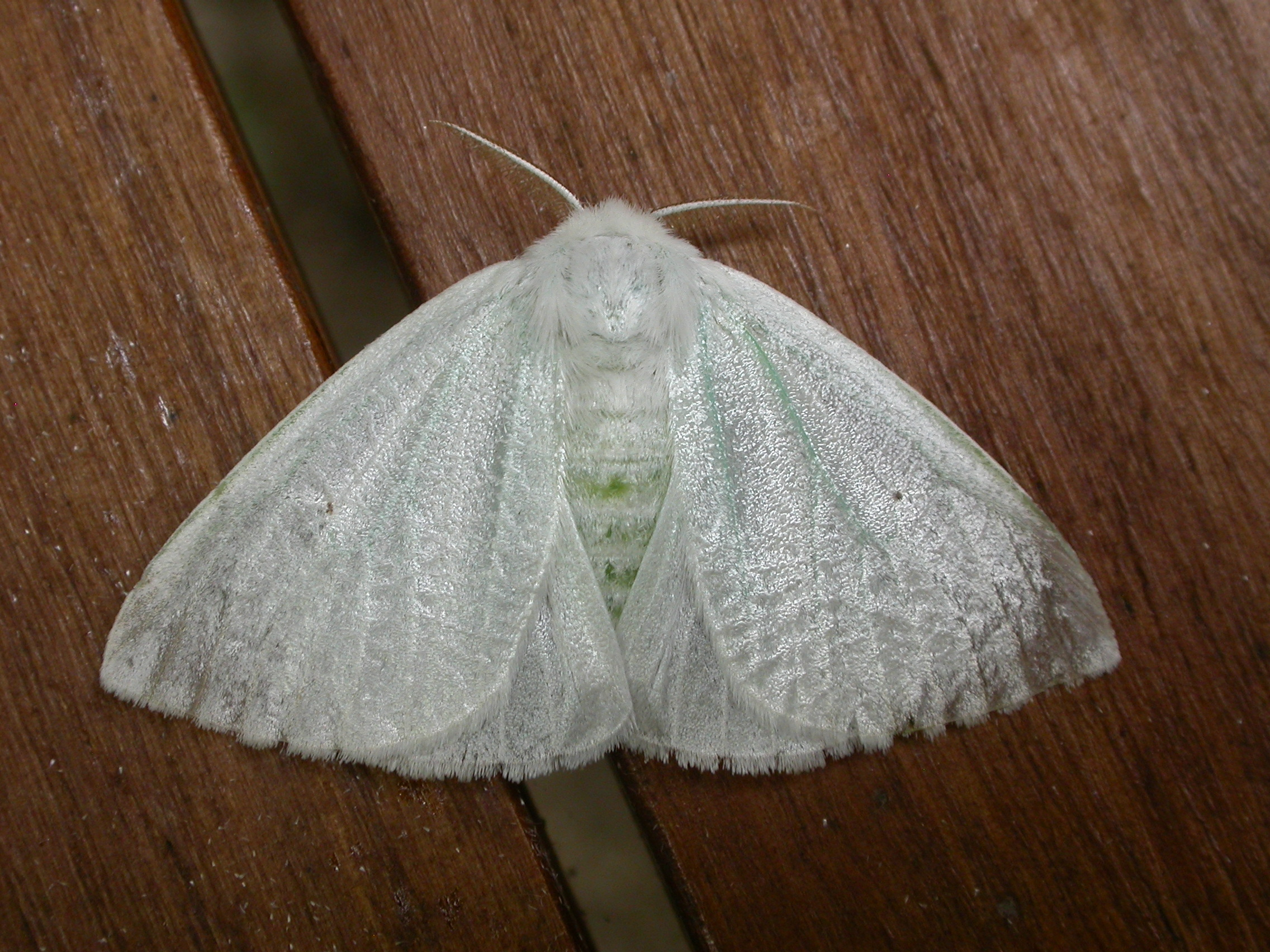
Arctornis submarginata
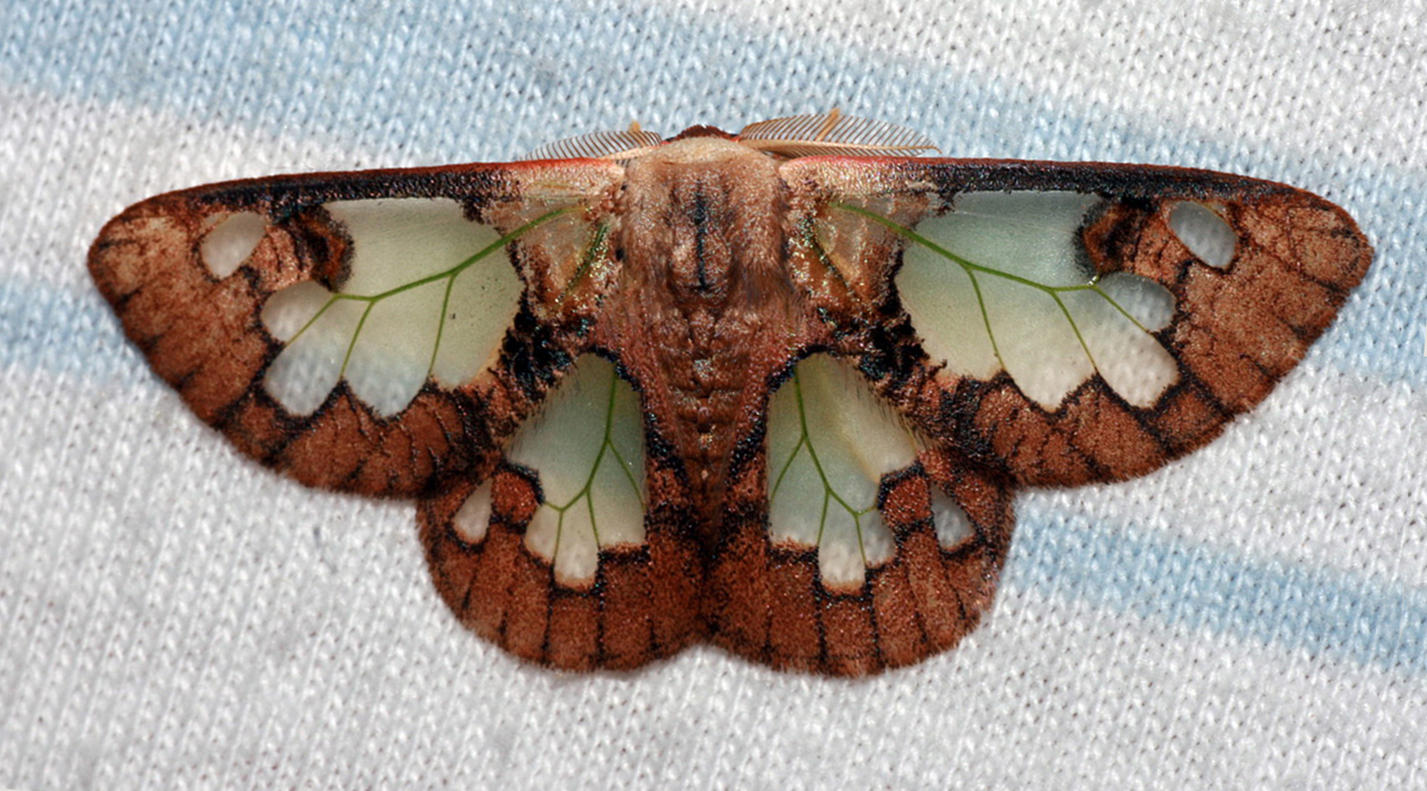
Carriola ecnomoda